# Hivatali eltávozás
A Hivatali eltávozás (eredeti cím: Corporate Animals) 2019-ben bemutatott amerikai horror-filmvígjáték, melyet Sam Bain forgatókönyvéből Patrick Brice rendezett. A főszerepben Jessica Williams, Karan Soni, Ed Helms és Demi Moore látható.
Világpremierje a Sundance Filmfesztiválon volt 2019. január 29-én. Az Amerikai Egyesült Államokban 2019. szeptember 20-án adta ki a Screen Media Films. Magyarországon 2020. január 23-án mutatta be az ADS Service.

## Cselekmény
Lucy vezérigazgató vállalati csapatépítési programra viszi munkatársait Új-Mexikó földalatti sivatagi barlangjaiba, ahol ott ragadnak.

## Szereplők
| Szerep                  | Színész            | Magyar hang        |
| ----------------------- | ------------------ | ------------------ |
| Lucy Vanderton          | Demi Moore         | Kovács Nóra        |
| Brandon                 | Ed Helms           | Forgács Péter      |
| Jess                    | Jessica Williams   | Törőcsik Franciska |
| Freddie                 | Karan Soni         | Kovács Lehel       |
| Derek                   | Isiah Whitlock Jr. | Törköly Levente    |
| Aidan                   | Calum Worthy       | Hamvas Dániel      |
| Billy                   | Dan Bakkedahl      | Fazekas István     |
| Gloria                  | Martha Kelly       | Vadász Bea         |
| Suzy                    | Nasim Pedrad       | Roatis Andrea      |
| Saját szelleme (hangja) | Britney Spears     |                    |
| May                     | Jennifer Kim       | Molnár Ilona       |
| Victoria                | Wendy Meredith     | N/A                |
| Olivia                  | LynNita Ellis      | N/A                |
| Ian                     | Frank Bond         | N/A                |

## A film készítése
2018 májusában bejelentették, hogy Sharon Stone, Ed Helms és Jessica Williams is szerepet kapott a filmben, amelyet Patrick Brice rendezett Sam Bain forgatókönyvéből. Keith Calder, Jessica Calder, Mike Falbo és Helms a Snoot Entertainment, illetve a Pacific Electric égisze alatt készítik a filmet. 2018 júniusában Demi Moore vette át Stone helyét a filmben. Ugyanebben a hónapban Karan Soni, Isiah Whitlock Jr., Calum Worthy, Dan Bakkedahl, Martha Kelly, Jennifer Kim és Nasim Pedrad is csatlakozott a stábhoz.
A film forgatása 2018 júniusában kezdődött Santa Féban (Új-Mexikó).